# Джеймс Вілсон (легкоатлет)
Джеймс Вілсон (англ. James Wilson, 2 жовтня 1891–1973) — британський легкоатлет, олімпійський медаліст.

## Виступи на змаганнях
| Рік  | Змагання               | Місто     | Місце | Дистанція                           | Результат    | Дата      |
| ---- | ---------------------- | --------- | ----- | ----------------------------------- | ------------ | --------- |
| 1920 | Крос Націй             | Белфаст   | I     | 10 миль (16,1 км) (особистий залік) | 55.06        | 3.4.1920  |
| 1920 | Крос Націй             | Белфаст   | III   | 10 миль (16,1 км) (командний залік) | 114          |           |
| 1920 | Літні Олімпійські ігри | Антверпен | III   | 10 000 метрів                       | 31.50,8      |           |
| 1920 | Літні Олімпійські ігри | Антверпен | 4     | крос 8 000 метрів (особистий залік) | 27.45,2      |           |
| 1920 | Літні Олімпійські ігри | Антверпен | II    | крос 8 000 метрів (командний залік) | 21 (4+5+12)  |           |
| 1921 | Крос Націй             | Ньюпорт   | —     | 10 миль (16,1 км) (особистий залік) | не фінішував | 19.3.1921 |
| 1924 | Крос Націй             | Ньюкасл   | 19    | 10 миль (16,1 км) (особистий залік) | 57.57        | 22.3.1924 |
| 1924 | Крос Націй             | Ньюкасл   | III   | 10 миль (16,1 км) (командний залік) | 133          |           |
| 1925 | Крос Націй             | Дублін    | 14    | 10 миль (16,1 км) (особистий залік) | 59.51        | 28.3.1925 |
| 1925 | Крос Націй             | Дублін    | 4     | 10 миль (16,1 км) (командний залік) | 107          |           |